# Villahermosa del Río
Villahermosa del Río, en castillan et officiellement (Vilafermosa en valencien) est une commune d'Espagne de la province de Castellón dans la Communauté valencienne. Elle est située dans la comarque de l'Alto Mijares et dans la zone à prédominance linguistique castillane.

## Géographie

Localisation de Villahermosa del Río
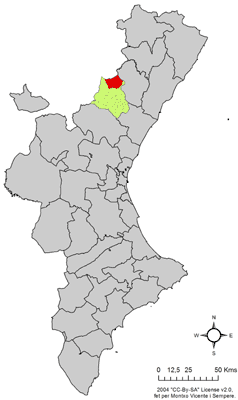
dans la Communauté valencienne.
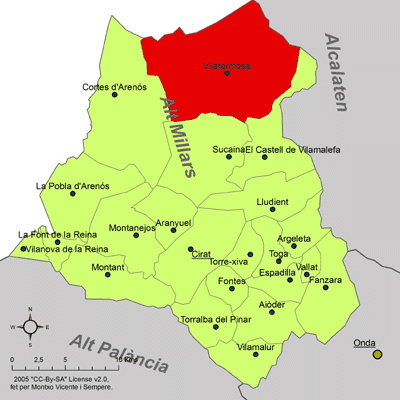
dans la comarque de l'Alto Mijares.

## Histoire

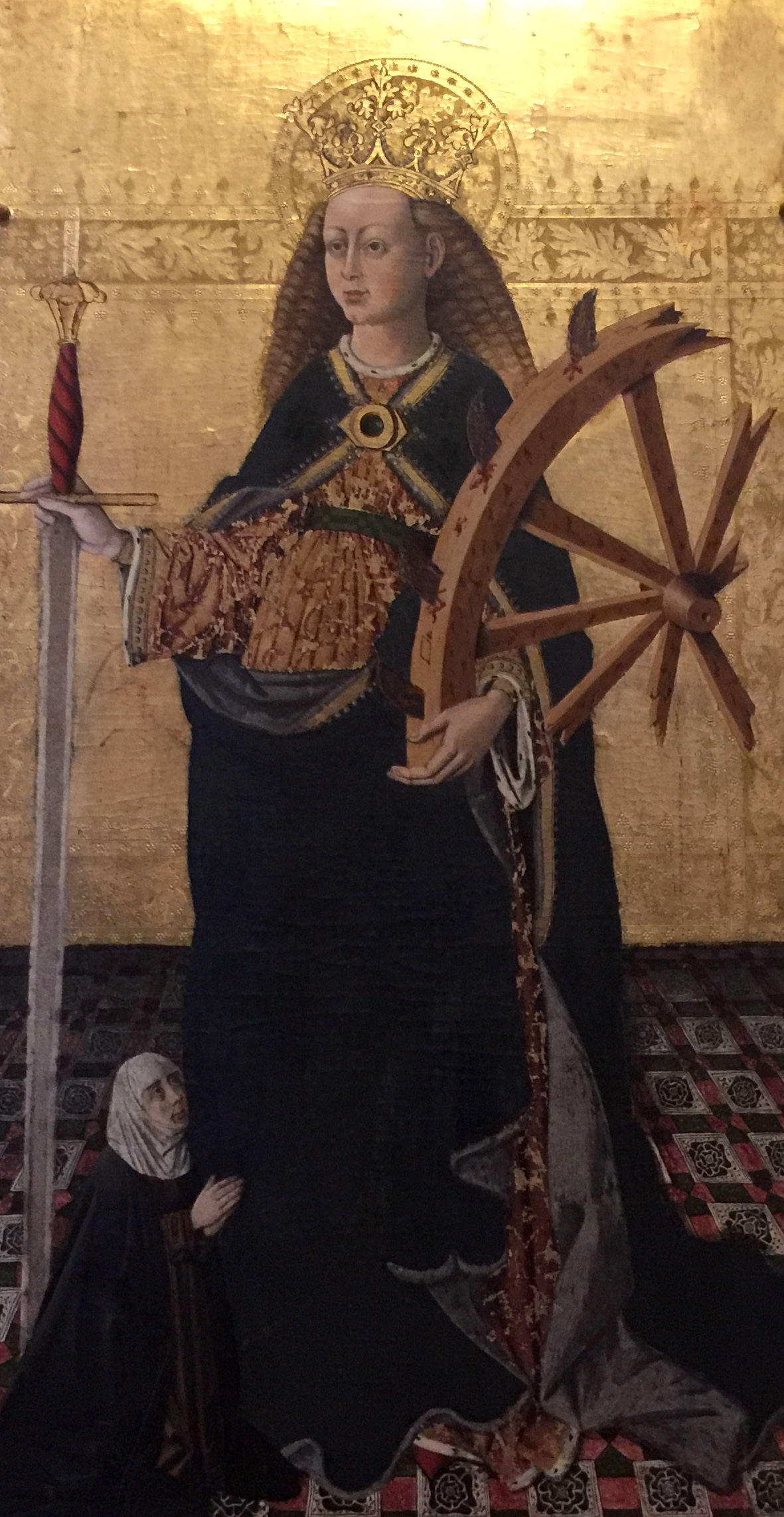
Panneau central du retable de Sainte Catherine par Joan Reixach (1448)

Siège d'un duché de la Couronne d'Aragon. 
Au centre de la ville se trouve l'Église de la Nativité de Notre-Dame, qui a été détruite par un incendie en 1707 et reconstruite vers la fin du XVIIIe siècle. Elle contient quatre retables gothiques dus à Llorenç Saragossà et Joan Reixach.